# Cisano Bergamasco
Cisano Bergamasco är en ort och kommun i provinsen Bergamo i regionen Lombardiet i Italien. Kommunen hade 6 318 invånare (2018).